# Самдруп-Джонгхар (дзонгхаг)
Самдруп-Джонгхар (дзонг-кэ བསམ་གྲུབ་ལྗོངས་མཁར་རྫོང་ཁག་, вайли Bsam-grub Ljongs-mkhar rdzong-khag) — дзонгхаг в Бутане, относится к восточному дзонгдэю. Административный центр — Самдруп-Джонгхар.
Тянется вдоль индийской границы, примыкая к штату Ассам.
В Ассаме к району прилегает территориальное объединение Бодоланд.
На территории дзонгхага расположены заповедник Кхалинг и частично заказник Сактен.

## Административное деление
В состав дзонгхага входят 11 гевогов:

- Вангпху
- Гомдар
- Деватханг[англ.]
- Лангченпху
- Лаури
- Марцала
- Оронг[англ.]
- Пематханг
- Пхунцотханг
- Самранг
- Сертхи

Некоторые гевоги объединены в два дунгхага: Самдрупчолинг и Джхомоцангкха.